# 巴西共和国之歌
《巴西共和国之歌》（葡萄牙語：Hino da Proclamação da República）是巴西共和國成立时演奏的乐章，由巴西音乐家里奥波尔多·米格斯作曲，巴西政治家梅德罗斯·阿尔布科克作词，于1890年1月21日成为官方文档。

## 歌词
以下是《巴西共和国之歌》葡萄牙语歌词和汉语翻译对照。